# شون كلوز
شون كلوز (بالإنجليزية: Shaun Close)‏ هو لاعب كرة قدم بريطاني في مركز الهجوم، ولد في 8 سبتمبر 1966 في إيزلينغتون ‏ في المملكة المتحدة. لعب مع توتنهام هوتسبير وسويندون تاون ونادي بارنت ونادي بورنموث ونادي هالمستاد.